# دبليو 49 (قنبلة نووية)

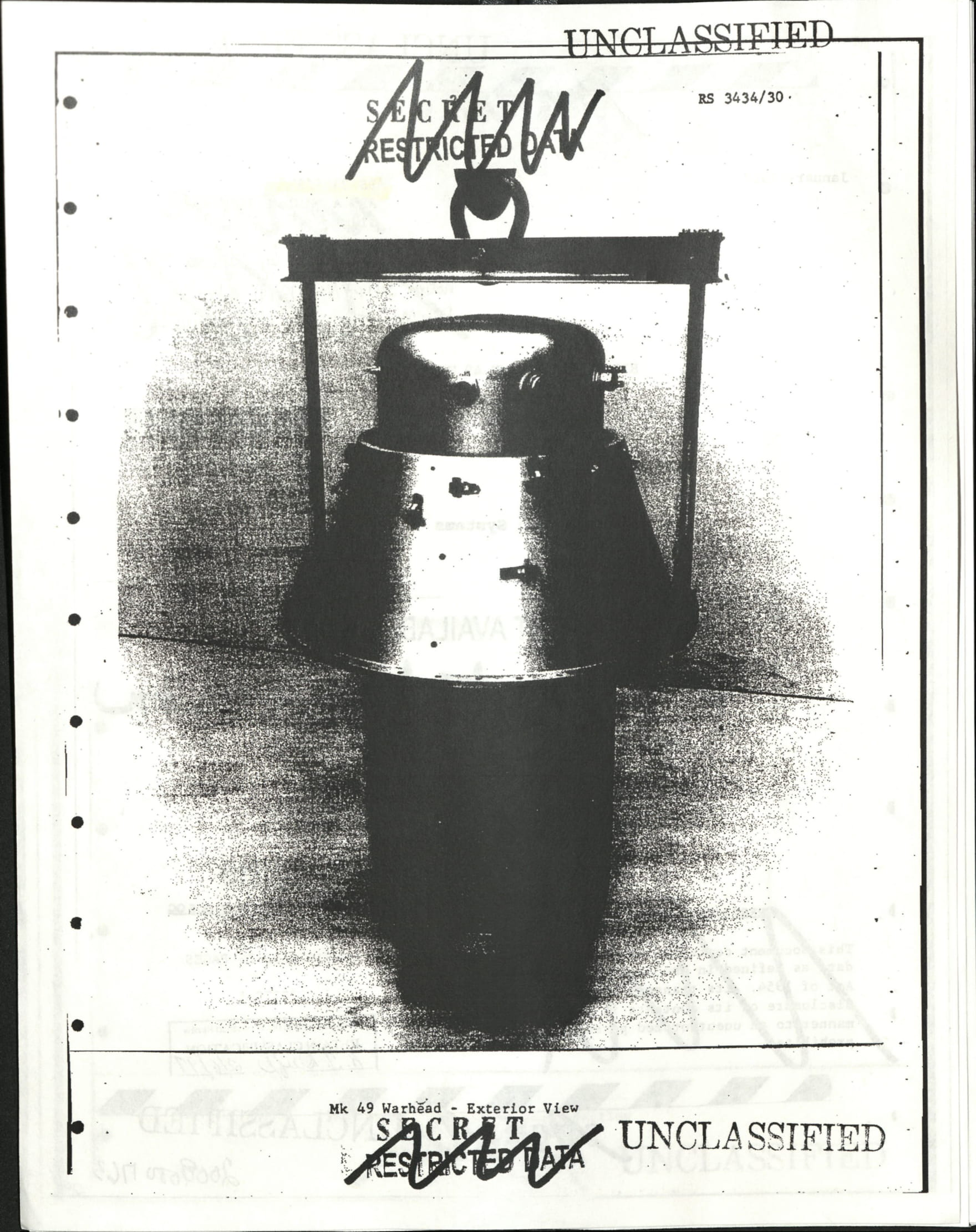
قنبلة نووية

دبليو 49 هي عبارة عن رأس حربي نووي حراري أمريكي يستخدم في أنظمة الصواريخ البالستية.  تم تصنيع الرؤوس الحربية دبليو 49 ابتداء من عام 1958 وكانت تعمل حتى عام 1963 مع الاحتفاظ بعدد قليل من الرؤوس الحربية حتى عام 1975.
تم وصف دبليو 49 بأنه مشتق من تصميم الرأس الحربي النووي للقنبلة النووية بي 28. قطره 20 بوصة (51 سم) وطوله 54 إلى 58 بوصة (137 إلى 147 سم) حسب الموديل وزنه 1640 إلى 1680 رطل (744 إلى 762 كجم).